# Friends 'Til the End
Friends ...'Til the End: The One with All Ten Years es el libro complementario oficial de Friends, una de las comedias de situación más exitosas del mundo. Incluye entrevistas exclusivas con los seis miembros principales del elenco, la historia completa de las diez temporadas y una sección especial sobre el final de la serie. Fue escrito por el autor estadounidense David Wild y publicado en mayo de 2004 por Headline Book Publishing.